# Unborn
Pour les articles homonymes, voir The Unborn.
Pour plus de détails, voir Fiche technique et Distribution.
Unborn ou L'entité au Québec (The Unborn) est un film d'horreur américain écrit et réalisé par David S. Goyer et sorti en 2009.

## Synopsis
Casey (Odette Annable), une étudiante qui a perdu sa mère lorsqu'elle était jeune, a des visions récurrentes dans lesquelles elle voit tour à tour un enfant au teint blafard aux yeux bleus, un chien portant un masque ou encore un fœtus humain. Un soir où elle fait du baby-sitting chez des voisins, le fils aîné la frappe au visage avec un petit miroir et lui dit juste après : « Jumby veut venir au monde maintenant ».
À la suite de cet incident, l'un de ses yeux change. Un premier examen oculaire lui révèle qu'elle est atteinte d'hétérochromie et un examen plus approfondi lui apprendra que c'est un mosaïcisme dû à une source génétique étrangère. Pour en avoir le cœur net, elle va voir son père qui lui avoue que son frère jumeau est mort avant de naître, étranglé par le cordon ombilical de Casey. Son père lui apprend également qu'ils avaient surnommé son jumeau Jumby.
Casey va alors fouiller dans le passé de sa mère et retrouver une vieille femme qui se révèlera être sa grand-mère. Cette dernière lui raconte l'histoire de sa famille et lui apprend qu'elle est poursuivie par un Dibbouk. Son unique chance de s'en débarrasser réside en la personne de Joseph Sendak (Gary Oldman), un rabbin qui pourra l'exorciser.

## Fiche technique
- Titre original : The Unborn
- Titre français : Unborn
- Titre québécois : L'Entité
- Réalisation et scénario : David S. Goyer
- Direction artistique : Gary Baugh
- Décors : Craig Jackson
- Costumes : Christine Wada
- Photographie : James Hawkinson
- Montage : Jeff Betancourt
- Musique : Ramin Djawadi
- Production : Michael Bay et Andrew Form
- Société de production : Platinum Dunes
- Sociétés de distribution : Rogue Pictures (en) (États-Unis), Universal Pictures (Canada, États-Unis et France)
- Budget : 16 000 000 de dollars[réf. nécessaire]
- Pays de production :  États-Unis
- Langue originale : anglais
- Format : couleur - 2.35 : 1 - Dolby Digital - 35 mm
- Genre :  Horreur, fantastique, thriller
- Durée : 88 minutes
- Dates de sortie :
  - Canada, États-Unis : 9 janvier 2009
  - France, Suisse : 11 mars 2009
  - Belgique : 18 mars 2009
- Film interdit aux moins de 12 ans lors de sa sortie en France

## Distribution
- Odette Annable (VF : Karine Foviau ; VQ : Émilie Bibeau) : Casey Beldon
- Gary Oldman (VF : Gabriel Le Doze ; VQ : Manuel Tadros) : le rabbin Sendak
- Cam Gigandet (VF : Tanguy Goasdoué ; VQ : Gabriel Lessard) : Mark Hardigan
- Meagan Good (VF : Pamela Ravassard ; VQ : Marie-Lyse Laberge-Forest) : Romy
- Idris Elba (VF : Jean-Paul Pitolin ; VQ : Patrick Chouinard) : Arthur Wyndham
- Jane Alexander (VF : Anne Ludovik ; VQ : Madeleine Arsenault) : Sofi Kozma
- Atticus Shaffer (VF : Léo Caruso) : Matty Newton
- Carla Gugino (VF : Sophie Pilczer) : Janet Beldon
- James Remar (VF : Patrice Baudrier ; VQ : Guy Nadon) : Gordon Beldon
- Rachel Brosnahan (VF : Sandra Valentin) : Lisa Shepherd
- C.S. Lee (VF : Didier Cherbuy ; VQ : Sylvain Hétu) : Dr Caldwell
- Rhys Coiro (VF : Bernard Gabay ; VQ : Daniel Roy) : M. Shields
- Joe DeVito : le voisin

## Accueil

### Box office
| Pays ou région | Box-office      | Date d'arrêt du box-office | Nombre de semaines |
| -------------- | --------------- | -------------------------- | ------------------ |
| Mondial        | 76 500 000 $    | ?                          | ?                  |
| États-Unis     | 43 000 000 $    | ?                          | ?                  |
| France         | 130 000 entrées | ?                          | ?                  |

## Nomination
- Prix du meilleur acteur Idris Elba à la cérémonie de Black Entertainment Television, 2009